# Fudbalski klub Hajduk Beograd
Il Fudbalski Klub Hajduk Beograd (in serbo Фудбалски клуб Хајдук Београд?), anche noto come Hajduk Lion, è una società calcistica serba con sede a Belgrado, nella municipalità di Zvezdara.

## Storia
Nell'autunno del 1936 il FK Banat ed il FK Oplenac decidono di fondersi per dare origine ad una nuova realtà calcistica, in via provvisoria come nome viene scelto il primo, ma poi, nel corso di un'assemblea che si tiene il 6 ottobre 1937, è cambiato in FK Hajduk, con Toma Zgombić eletto primo presidente e Velja Šiletić e Laza Radojčin vice. Lo scoppio della seconda guerra mondiale pone fine alla breve storia del club che deve attendere la fine delle ostilità per riavviare l'attività polisportiva, oltre il calcio, infatti, sono presenti una sezione di tennis da tavolo e una di scacchi. 
Inizialmente la squadra di calcio è costretta a girovagare per i vari campi limitrofi, non essendo il club in possesso di uno stadio, questo fino alla costruzione del proprio impianto, nel 1953, a Zvezdara, in Milana Rakića 48.
Il club raggiunge il massimo livello con la promozione nella Sprska Liga del 1968/69, la terza serie nazionale, avvenuta a seguito di un ripescaggio, livello che mantiene per una sola stagione, terminando il campionato al penultimo posto con 21 punti, ma riuscendo a fermare sullo 0-0 la vincitrice Metalac Valjevo e registrando il tutto esaurito allo stadio in due derby, contro il Čukarički e il FK Sloboda.
Gli anni '70, '80 e '90 vedono l'Hajduk galleggiare tra quarta e quinta serie, fino alla disgregazione della Jugoslavia quando, grazie ai posti lasciati liberi dalle squadre delle repubbliche secessioniste inizia, come tante altre squadre, una rapida ascesa verso i vertici nazionali.
Dopo tre anni passati nella Druga Liga, al termine della stagione 1998/99, passata alla storia come quella sospesa per i bombardamenti della NATO, il club è promosso per la prima, storica volta in Prva Liga, finendo secondo dietro al Čukarički. Il 25 ottobre si registra la massima affluenza allo stadio per il sentitissimo derby con l'OFK Zvezdara, vinto per 1-0.
La stagione di debutto nella massima serie si apre con una vittoria per 4-1 contro il FK Radnički Niš, ma nonostante un buon girone d'andata, l'Hajduk termina al 18 posto con 45 punti, frutto di 14 vittorie, 3 pareggi e 23 sconfitte, retrocedendo a seguito della riforma del campionato, ancora federale.
Dopo tre anni passati in Druga Liga, con un secondo posto nel 2000/01, il 2004 vede l'Hajduk per la seconda e, finora, ultima apparizione in Prva Liga, stavolta fallimentare, retrocesso con appena 11 punti in 30 partite e la conseguenza della mancata iscrizione al campionato di Druga Liga per problemi finanziari. 
Il club riparte quindi dalla terza serie, retrocede in quarta, viene promosso nel 2006/07 poi si stabilizza in Sprska Liga Beograd fino al 2013/14, quando al termine di una disastrosa stagione, scende nella Beogradska Zona, quinta serie nazionale.
La stagione 2018/19 vede l'Hajduk competere nella Zonska Liga Beograda

## Giocatori famosi
Tra i giocatori famosi che hanno indossato la maglia dell'Hajduk, si ricordano Vladimir Petrović, una delle leggende del calcio jugoslavo, passato per le giovanili del club prima di approdare alla Crvena Zvezda, Vladimir Dišljenković, Stanislav Karasi e Andrija Kaluđerović.

## Stadio
Lo stadio Hajduk si trova nel municipio di Zvezdara, in Milana Rakića 48. È stato costruito nel 1953 per dare una casa al club, fino a quel momento costretto a chiedere ospitalità alle squadre vicine. Come tanti stadi belgradesi, ha un ristorante all'interno, dietro una delle due porte, dal quale si può assistere alla partita. Può ospitare circa 2.000 spettatori, su due tribune laterali, quella principale disposta per tutta la lunghezza del campo e scoperta, oltre una più piccola e coperta. L'ultima ristrutturazione risale alla stagione 1968/69, anno della prima promozione nella terza serie della ex Jugoslavia. I match più sentiti sono quelli con l'OFK Zvezdara, il derby di Zvezdara.

## Palmarès

### Competizioni nazionali
- Druga liga Srbije i Crne Gore: 1

2003-2004 (girone Est)
- Srpska Liga: 1

2006-2007 (girone Belgrado)